# Stornfels

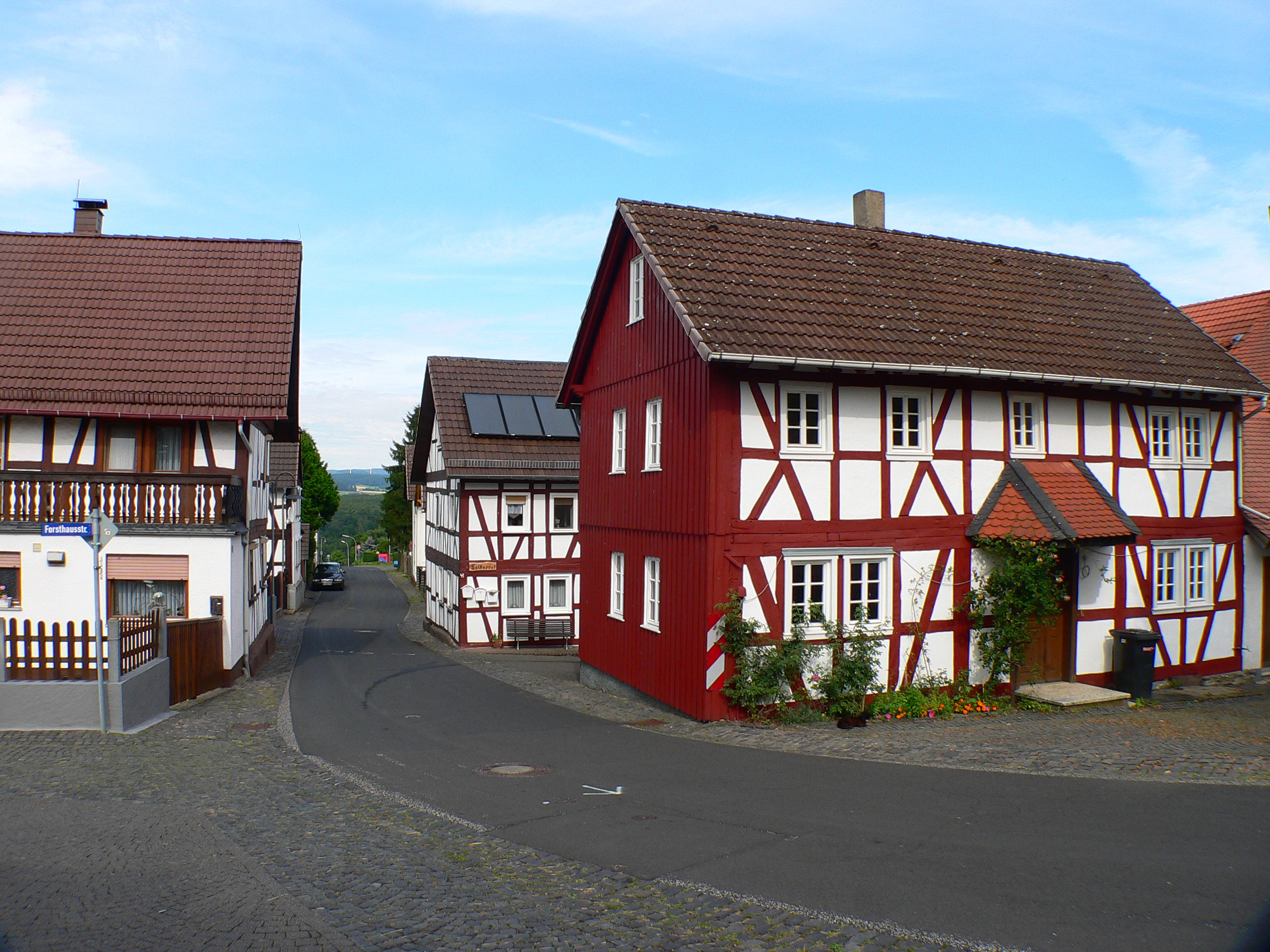
Hauptstraße "Am Höhenblick" (K192)

Stornfels ist der nach Einwohnerzahl kleinste Stadtteil von Nidda im hessischen Wetteraukreis. Das Straßendorf liegt auf einem erodierten Vulkanschlot des Vogelsbergs in der nördlichen Wetterau und ist der nördlichste sowie auch hügeligste Stadtteil Niddas.

## Geschichte

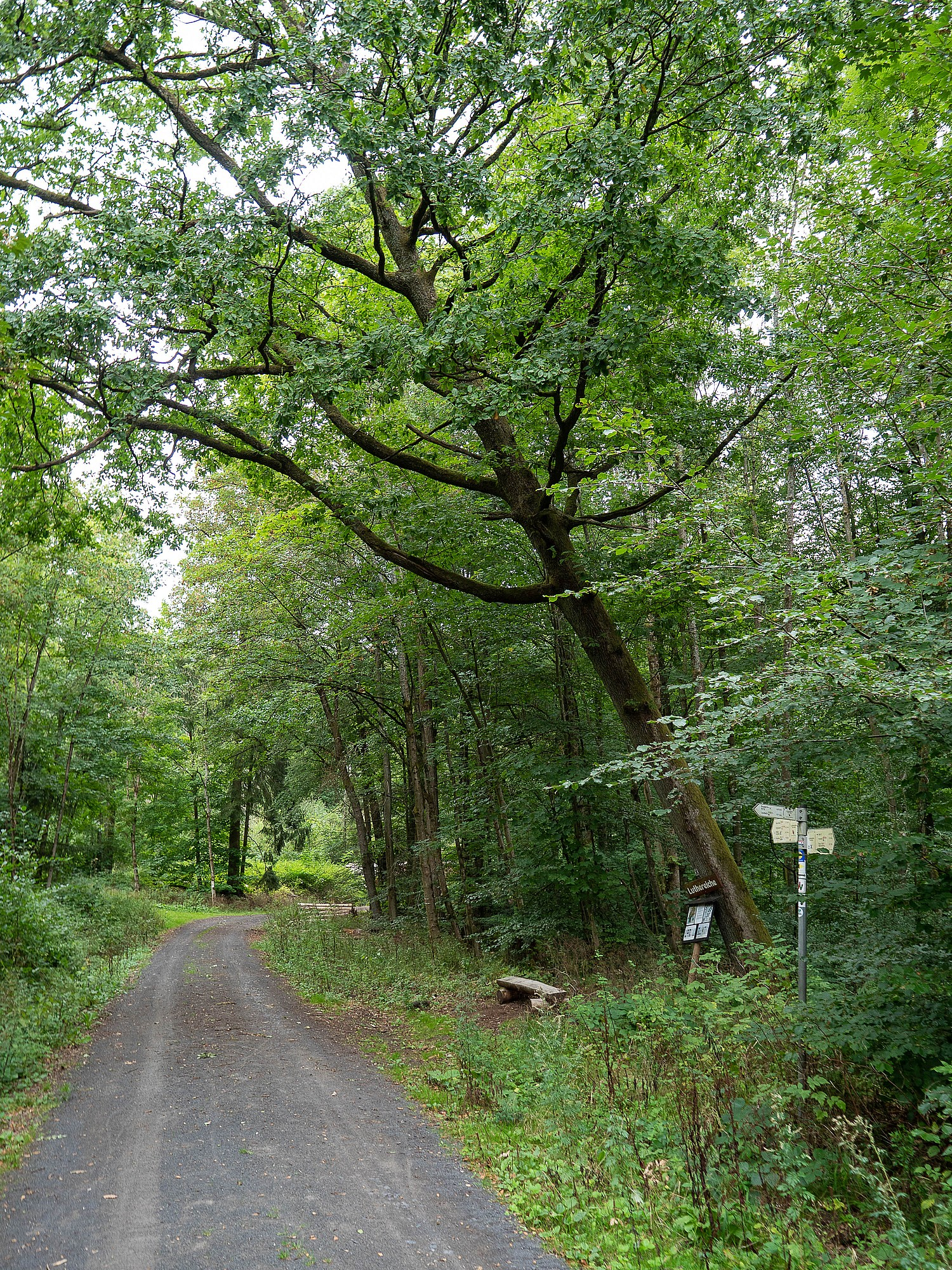
Luthereiche zu Stornfels im Sommer 2020

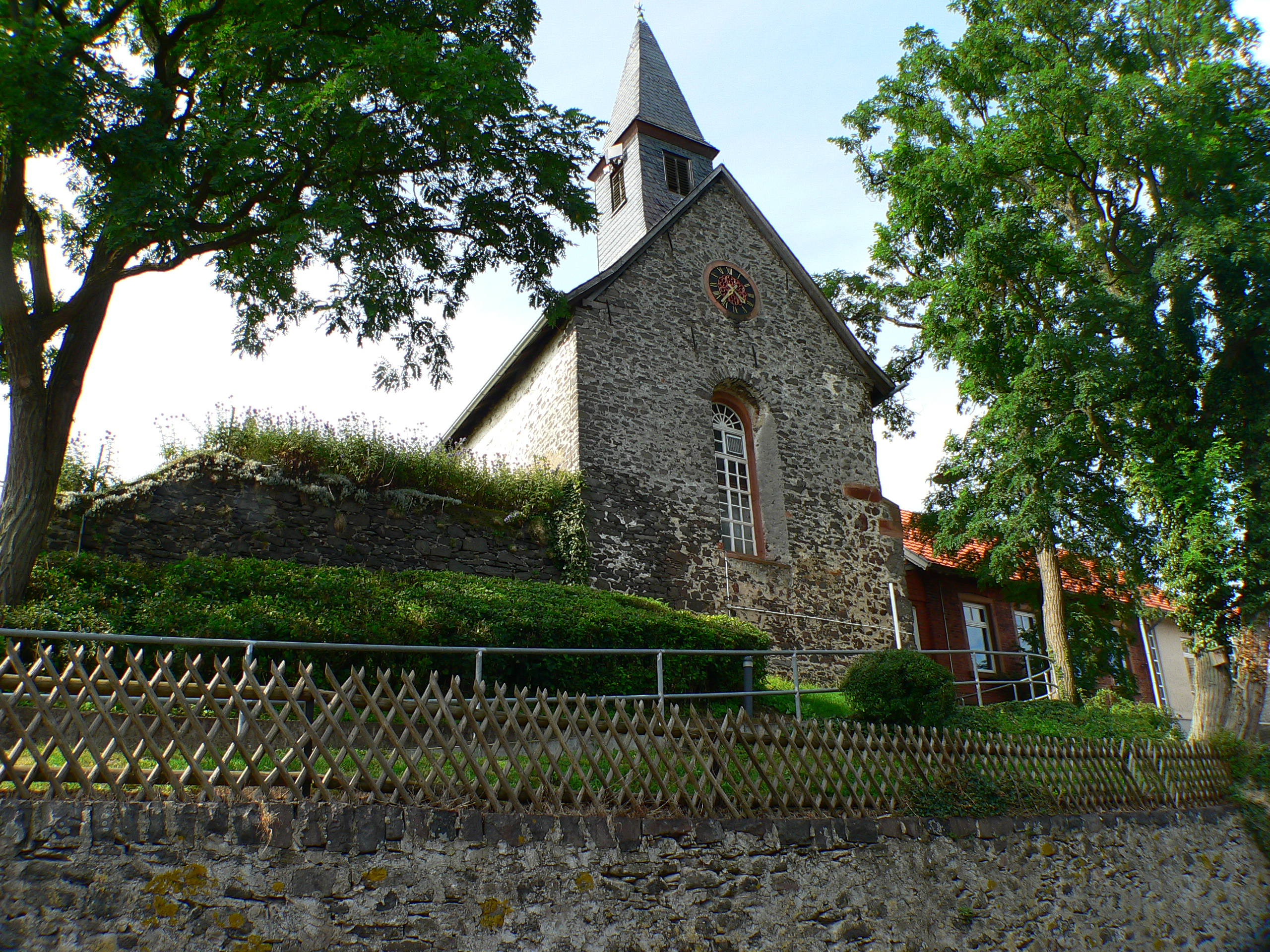
Kirche in Stornfels

### Ortsgeschichte
Zwischen 800 und 1300 ist wahrscheinlich die Burg Stornfels, auch Sloz Sturmfels genannt, erbaut worden. Soweit bekannt, wurde sie erstmals schriftlich am 15. Januar 1353 als Sloz Sturmfels der Ziegenhain-Niddaer Grafen erwähnt. Heute existieren nur noch der 18 m tiefe Burgbrunnen und im Erdreich auffindbare Reste des Ziegelsteinpflasters des Burghofes hinter der Kirche. Noch heute sind an der Kirche ein alter Einlasstorbogen und Reste eines alten Turms am südöstlichen Eck der Kirche erkennbar. Über dem Einlassbogen ist als Wappen ein sechsstrahliger Stern eingemeißelt. Die Burg wurde damals zur Sicherung der „rechten Niddastraße“ erbaut, die von Frankfurt am Main nach Kassel führte. Die Evangelische Kirche wurde 1837 aus der ehemaligen Zehntscheune der Burg umgebaut. Zuvor befand sich eine kleine Kapelle in Höhe „Höhenblick 35“, welche zu Beginn des 19. Jahrhunderts baufällig wurde. Der Burgbrunnen ist nicht zugänglich.
Nördlich von Stornfels erinnerte die „Luthereiche“ an einen vermutlichen Aufenthalt Martin Luthers bei dessen Weg zum Reichstag zu Worms (1521). Die Luthereiche fiel einem Sturm im Winter 2020/21 zum Opfer. Eine Neuanpflanzung ist geplant.
Die Statistisch-topographisch-historische Beschreibung des Großherzogthums Hessen berichtet 1830 über Stornfels:

„Stornfels (L. Bez. Schotten) evangel. Filialdorf; liegt 2 St. von Schotten, hat 52 Häuser und 253 evangelische Einwohner, so wie 1 Kirche und 1 Hof, der Schellhof genannt. Innerhalb des Orts liegen auf einer Anhöhe die Ruinen eines Ritterschlosses. Das Dorf hat wegen seiner hohen Lage keinen einzigen Brunnen und die Einwohner müssen das Wasser im Thale holen. – Stornfels war früher die Burg des benachbarten Ulfa, die schon 1206 ein Eigenthum der Grafen von Nidda gewesen zu seyn scheint, und wahrscheinlich durch Heurath von ihnen erworben worden ist. Im Jahr 1353 trug Graf Gottfried ein eigen Schloß Sturmfels, und was dazu gehört, der Abtei Fuld zu Lehen auf.“

Hessische Gebietsreform (1970–1977)
Im Zuge der Gebietsreform in Hessen fusionierten zum 1. Dezember 1970 die bis dahin selbständigen Gemeinden Bad Salzhausen, Borsdorf, Fauerbach bei Nidda, Geiß-Nidda, Harb, Kohden, Michelnau, Ober-Lais, Ober-Schmitten, Ober-Widdersheim, Stornfels, Ulfa, Unter-Schmitten, Wallernhausen und die Stadt Nidda zur neuen Stadt Nidda. Für die ehemals eigenständigen Gemeinden sowie für die Kernstadt Nidda wurden Ortsbezirke mit Ortsbeirat und Ortsvorsteher nach der Hessischen Gemeindeordnung eingerichtet.
Von 1990 bis 1992 erfolgte eine Dorferneuerung in Stornfels.

### Verwaltungsgeschichte im Überblick
Die folgende Liste zeigt die Staaten und Verwaltungseinheiten, denen Stornfels angehört(e):

- vor 1450: Heiliges Römisches Reich, Grafschaft Nidda, Amt Nidda
- 1450–1495: Erbstreit zwischen der Landgrafschaft Hessen und den Grafen von Hohenlohe
- ab 1450: Heiliges Römisches Reich, Landgrafschaft Hessen, Amt Nidda[10]
- ab 1567: Heiliges Römisches Reich, Landgrafschaft Hessen-Kassel, Amt Stornfels (Söhne der Margarethe von der Saale)[11]
- ab 1584: Heiliges Römisches Reich, Landgrafschaft Hessen-Darmstadt, Amt Stornfels[12]
- 1787: Heiliges Römisches Reich, Landgrafschaft Hessen-Darmstadt, Amt Schotten und Stornfels, Oberfürstentum Hessen Gericht Ulfa der Freiherren von Pretlack[13]
- ab 1806: Großherzogtum Hessen,[Anm. 2] Fürstentum Oberhessen, Amt Schotten und Stornfels[14]
- ab 1815: Großherzogtum Hessen, Provinz Oberhessen, Amt Schotten und Stornfels
- ab 1821: Großherzogtum Hessen, Provinz Oberhessen, Landratsbezirk Schotten[15][Anm. 3]
- ab 1832: Großherzogtum Hessen, Provinz Oberhessen, Kreis Nidda
- ab 1848: Großherzogtum Hessen, Regierungsbezirk Nidda
- ab 1852: Großherzogtum Hessen, Provinz Oberhessen, Kreis Schotten
- ab 1867: Norddeutscher Bund, Großherzogtum Hessen, Provinz Oberhessen, Kreis Schotten
- ab 1871: Deutsches Reich, Großherzogtum Hessen, Provinz Oberhessen, Kreis Schotten
- ab 1918: Deutsches Reich, Volksstaat Hessen, Provinz Oberhessen, Kreis Schotten
- ab 1938: Deutsches Reich, Volksstaat Hessen, Landkreis Büdingen[16][Anm. 4]
- ab 1945: Deutsches Reich, Amerikanische Besatzungszone,[Anm. 5] Groß-Hessen, Regierungsbezirk Darmstadt, Landkreis Büdingen
- ab 1946: Deutsches Reich, Amerikanische Besatzungszone, Hessen, Regierungsbezirk Darmstadt, Landkreis Büdingen
- ab 1949: Bundesrepublik Deutschland, Hessen, Regierungsbezirk Darmstadt, Landkreis Büdingen
- ab 1971: Bundesrepublik Deutschland, Hessen, Regierungsbezirk Darmstadt, Landkreis Büdingen, Stadt Nidda
- ab 1972: Bundesrepublik Deutschland, Hessen, Regierungsbezirk Darmstadt, Wetteraukreis, Stadt Nidda

### Gerichte seit 1803
In der Landgrafschaft Hessen-Darmstadt wurde mit Ausführungsverordnung vom 9. Dezember 1803 das Gerichtswesen neu organisiert. Für die Provinz Oberhessen wurde das Hofgericht Gießen als Gericht der zweiten Instanz eingerichtet. Die Rechtsprechung der ersten Instanz wurde durch die Ämter bzw. Standesherren vorgenommen und somit war für Stornfels das Amt Schotten zuständig. Das Hofgericht war für normale bürgerliche Streitsachen Gericht der zweiten Instanz, für standesherrliche Familienrechtssachen und Kriminalfälle die erste Instanz. Die zweite Instanz für die Patrimonialgerichte waren die standesherrlichen Justizkanzleien. Übergeordnet war das Oberappellationsgericht Darmstadt.
Mit der Gründung des Großherzogtums Hessen 1806 wurde diese Funktion beibehalten, während die Aufgaben der ersten Instanz 1821–1822 im Rahmen der Trennung von Rechtsprechung und Verwaltung auf die neu geschaffenen Land- bzw. Stadtgerichte übergingen. Stornfels fiel in den Gerichtsbezirk des „Landgerichts Schotten“.
Anlässlich der Einführung des Gerichtsverfassungsgesetzes mit Wirkung vom 1. Oktober 1879, infolge derer die bisherigen großherzoglich hessischen Landgerichte durch Amtsgerichte an gleicher Stelle ersetzt wurden, während die neu geschaffenen Landgerichte nun als Obergerichte fungierten, kam es zur Umbenennung in „Amtsgericht Schotten“ und Zuteilung zum Bezirk des Landgerichts Gießen.
Mit Wirkung zum 1. Juli 1968 erfolgte die Auflösung des Amtsgerichts Schotten und Stornfels kam zum Gerichtsbezirk des Amtsgerichts Nidda. Zum 1. Januar 2012 wurde auch das Amtsgericht Nidda gemäß Beschluss des hessischen Landtags aufgelöst und Stornfels dem Amtsgericht Büdingen zugeteilt. Die übergeordneten Instanzen sind jetzt, das Landgericht Gießen, das Oberlandesgericht Frankfurt am Main sowie der Bundesgerichtshof als letzte Instanz.

## Bevölkerung

### Einwohnerstruktur 2011
Nach den Erhebungen des Zensus 2011 lebten am Stichtag dem 9. Mai 2011 in Stornfels 201 Einwohner. Darunter waren 9 (4,5 %) Ausländer.
Nach dem Lebensalter waren 33 Einwohner unter 18 Jahren, 78 waren zwischen 18 und 49, 57 zwischen 50 und 64 und 33 Einwohner waren älter. Die Einwohner lebten in 90 Haushalten. Davon 24 Singlehaushalte, 30 Paare ohne Kinder und 27 Paare mit Kindern, sowie 6 Alleinerziehende und 3 Wohngemeinschaften. In 12 Haushalten lebten ausschließlich Senioren/-innen und in 63 Haushaltungen leben keine Senioren/-innen.

### Einwohnerzahlen
| • 1791: | 185 Einwohner                      |
| • 1800: | 185 Einwohner                      |
| • 1806: | 208 Einwohner, 44 Häuser           |
| • 1829: | 253 Einwohner, 52 Häuser           |
| • 1867: | 261 Einwohner, 53 bewohnte Gebäude |
| • 1875: | 226 Einwohner, 49 bewohnte Gebäude |

| Stornfels: Einwohnerzahlen von 1791 bis 2022 | Stornfels: Einwohnerzahlen von 1791 bis 2022 | Stornfels: Einwohnerzahlen von 1791 bis 2022 | Stornfels: Einwohnerzahlen von 1791 bis 2022 | Stornfels: Einwohnerzahlen von 1791 bis 2022 |
| --- | -------------------------------------------- | -------------------------------------------- | -------------------------------------------- | -------------------------------------------- |
| Jahr |                                              |                                              |                                              | Einwohner                                    |
| 1791 | 1791                                         |                                              | 185                                          | 185                                          |
| 1800 | 1800                                         |                                              | 185                                          | 185                                          |
| 1806 | 1806                                         |                                              | 208                                          | 208                                          |
| 1829 | 1829                                         |                                              | 253                                          | 253                                          |
| 1834 | 1834                                         |                                              | 259                                          | 259                                          |
| 1840 | 1840                                         |                                              | 266                                          | 266                                          |
| 1846 | 1846                                         |                                              | 275                                          | 275                                          |
| 1852 | 1852                                         |                                              | 278                                          | 278                                          |
| 1858 | 1858                                         |                                              | 252                                          | 252                                          |
| 1864 | 1864                                         |                                              | 256                                          | 256                                          |
| 1871 | 1871                                         |                                              | 240                                          | 240                                          |
| 1875 | 1875                                         |                                              | 226                                          | 226                                          |
| 1885 | 1885                                         |                                              | 243                                          | 243                                          |
| 1895 | 1895                                         |                                              | 231                                          | 231                                          |
| 1905 | 1905                                         |                                              | 205                                          | 205                                          |
| 1910 | 1910                                         |                                              | 213                                          | 213                                          |
| 1925 | 1925                                         |                                              | 225                                          | 225                                          |
| 1939 | 1939                                         |                                              | 203                                          | 203                                          |
| 1946 | 1946                                         |                                              | 291                                          | 291                                          |
| 1950 | 1950                                         |                                              | 289                                          | 289                                          |
| 1956 | 1956                                         |                                              | 242                                          | 242                                          |
| 1961 | 1961                                         |                                              | 231                                          | 231                                          |
| 1967 | 1967                                         |                                              | 224                                          | 224                                          |
| 1970 | 1970                                         |                                              | 230                                          | 230                                          |
| 1980 | 1980                                         |                                              | ?                                            | ?                                            |
| 1990 | 1990                                         |                                              | ?                                            | ?                                            |
| 1996 | 1996                                         |                                              | 250                                          | 250                                          |
| 2000 | 2000                                         |                                              | 258                                          | 258                                          |
| 2006 | 2006                                         |                                              | 244                                          | 244                                          |
| 2010 | 2010                                         |                                              | 222                                          | 222                                          |
| 2011 | 2011                                         |                                              | 201                                          | 201                                          |
| 2016 | 2016                                         |                                              | 209                                          | 209                                          |
| 2019 | 2019                                         |                                              | 224                                          | 224                                          |
| 2022 | 2022                                         |                                              | 209                                          | 209                                          |
| Datenquelle: Historisches Gemeindeverzeichnis für Hessen: Die Bevölkerung der Gemeinden 1834 bis 1967. Wiesbaden: Hessisches Statistisches Landesamt, 1968. Weitere Quellen: LAGIS; Stadt Nidda; Zensus 2011 |                                              |                                              |                                              |                                              |

### Historische Religionszugehörigkeit
| • 1829: | 253 evangelische (= 100 %) Einwohner                              |
| • 1961: | 212 evangelische (= 91,77 %), 19 katholische (= 8,23 %) Einwohner |

## Politik
Ortsvorsteher ist Mario Schneider (Stand Januar 2018)

## Kulturdenkmäler
Siehe: Liste der Kulturdenkmäler in Stornfels

## Wirtschaft und Infrastruktur
- Den Öffentlichen Personennahverkehr stellt die Verkehrsgesellschaft Oberhessen mbH sicher. Stornfels wird von den Linien FB-84, FB-86 und vom Vogelsbergkreis aus mit der Linie VB-61 angefahren.
- Im Ort gibt es einen Sportplatz. Die ehemalige Dorfschule wurde 1976 zum Dorfgemeinschaftshaus umgebaut.
- Wirtschaftlich und schulisch sind die Einwohner von Stornfels nach Schotten und wenig nach Nidda orientiert.